# Angiotenzin-konvertáló enzim-2
Az angiotenzin-konvertáló enzim-2 (ACE2) egy enzim, amely a belekben, vesében, herében, epehólyagban és szívben található sejtek membránjához kapcsolódik. Az ACE2 csökkenti a vérnyomást azáltal, hogy katalizálja az angiotenzin II (érösszehúzó peptid) angiotenzin (1-7) (értágító) hidrolízisét. Az ACE2 ellensúlyozza a rokon angiotenzin-konvertáló enzim (ACE) aktivitását azáltal, hogy csökkenti az angiotenzin-II mennyiségét és növeli az Ang(1-7) mennyiségét, ami ígéretes gyógyszercélpontot jelent a szív- és érrendszeri betegségek kezelésében.
Az ACE2 egyes koronavírusok, köztük a HCoV-NL63, a SARS-CoV és a SARS-CoV-2 sejtbe jutási pontjaként is szolgál. Az enzim humán változata hACE2 néven említhető.

## A koronavírus belépési pontja
Transzmembránfehérjeként az ACE2 egyes koronavírusok, köztük a HCoV-NL63, a SARS-CoV (a SARS-t okozó vírus) és a SARS-CoV-2 (a COVID-19-et okozó vírus) fő belépési pontjaként szolgál a sejtekbe. Pontosabban, a SARS-CoV és a SARS-CoV-2 tüskés S1 fehérjéjének a sejtek felszínén lévő ACE2 enzimatikus doménjéhez való kötődése a vírus és az enzim endocitózist és transzlokációt eredményez a sejtekben található endoszómákba. Ehhez a belépési folyamathoz az S-fehérjének a gazdaszervezet TMPRSS2 szerinproteáza általi alapozására is szükség van, amelynek gátlását jelenleg potenciális terápiaként vizsgálják. Azt is kimutatták, hogy az S-fehérje glikozilációjának megszakítása jelentősen rontja a vírus bejutását, ami a glikán-fehérje kölcsönhatások fontosságát jelzi a folyamatban.
Ez egyeseket arra a feltételezésre vezetett, hogy a sejtekben lévő ACE2 szintjének csökkentése segíthet a fertőzés elleni küzdelemben. Másrészt kimutatták, hogy az ACE2-nek védő hatása van a vírus által kiváltott tüdőkárosodással szemben azáltal, hogy növeli az angiotenzin 1-7 vazodilatátor termelését. Továbbá, egereken végzett vizsgálatok szerint a koronavírus spike fehérjének ACE2-vel való kölcsönhatása a fehérje internalizációja és lebomlása révén az ACE2 szintjének csökkenését idézi elő a sejtekben, és így hozzájárulhat a tüdőkárosodáshoz.
Mind az ACE-gátlók, mind az angiotenzin II receptor blokkolók (ARB), amelyeket a magas vérnyomás kezelésére használnak, rágcsálókon végzett vizsgálatokban kimutatták, hogy felszabályozzák az ACE2 expresszióját, ami valószínűleg befolyásolja a koronavírus-fertőzések súlyosságát. Egy 2012. július 11-én közzétett szisztematikus áttekintés és metaanalízis megállapította, hogy "az ACE-gátlók alkalmazása a kontrollcsoporthoz képest a tüdőgyulladás kockázatának jelentős, 34%-os csökkenésével járt együtt". Sőt, "a tüdőgyulladás kockázata csökkent az ACE-gátlókkal kezelt, a tüdőgyulladás magasabb kockázatának kitett betegeknél is, különösen a stroke-ban és szívelégtelenségben szenvedőknél. Az ACE-gátlók alkalmazása a tüdőgyulladással összefüggő halálozás csökkenésével is összefüggött, bár az eredmények kevésbé voltak robusztusak, mint a tüdőgyulladás általános kockázatának tekintetében". A kínai Hubei tartományban kórházba került betegek körében végzett, 2020. áprilisi vizsgálat szerint a magas vérnyomásban szenvedő, ACE-gátlót vagy ARB-t szedő betegek halálozási aránya 3,7% volt. A halálozási arányt az ilyen gyógyszereket nem szedő, magas vérnyomásban szenvedő kórházi betegek 9,8%-ához hasonlították, ami arra utal, hogy az ACE-gátlók és ARB-k nem károsak, és segíthetnek a koronavírus ellen.
A meggyőző bizonyítékok hiánya ellenére egyesek az ACE-gátló vagy ARB-kezelés abbahagyása mellett és ellen érveltek a COVID-19 magas vérnyomásban szenvedő betegeknél. Több szakmai társaság és szabályozó testület azonban a szokásos ACE-gátló és ARB-terápia folytatását javasolta.

## Fordítás
Ez a szócikk részben vagy egészben  az   Angiotensin-converting enzyme 2 című angol Wikipédia-szócikk ezen változatának fordításán alapul.  Az eredeti cikk szerkesztőit annak laptörténete sorolja fel. Ez a jelzés csupán a megfogalmazás eredetét és a szerzői jogokat jelzi, nem szolgál a cikkben szereplő információk forrásmegjelöléseként.